# Korvören, Nagu
Korvören är en ö nära Nötö i Nagu,  Finland.   Den ligger i Pargas stad i den ekonomiska regionen  Åboland  och landskapet Egentliga Finland. Ön ligger omkring 3 kilometer sydväst om Nötö, omkring 30 kilometer söder om Nagu kyrka,  65 kilometer sydväst om Åbo och 180 km väster om Helsingfors. Närmaste allmänna förbindelse är förbindelsebryggan vid Träskholm som trafikeras av M/S Nordep.